# El universo en una cáscara de nuez
El universo en una cáscara de nuez (traducción literal de su inglés original: The Universe in a Nutshell) es un libro de divulgación científica publicado por el profesor Stephen Hawking en 2001 que trata sobre el universo y todo aquello que se encuentra a su alrededor.
Utiliza, como siempre, términos muy sencillos para explicar desde los principios que rigen el universo, hasta la frontera misma de la física teórica.
En este libro, Hawking nos guía a través de un viaje por el espacio-tiempo, donde partículas, membranas y cuerdas danzan en un espacio undecadimensional, donde los agujeros negros tienen la posibilidad de evaporarse y desaparecer llevándose consigo su secreto, y donde habita la pequeña nuez "la semilla cósmica originaria" de la que surgió nuestro universo.
El autor empieza hablando de la historia de la cosmología a partir de las antiguas teorías y sus posteriores modificaciones hasta llegar a las teorías actuales. Durante este viaje, el autor va citando los descubrimientos más importantes y nos habla de personajes ilustres como Aristóteles, Copérnico, Galileo, Keppler, Newton, etc.